# Halvard
Mansnamnet Halvard eller Hallvard är, liksom formen Halvar, ett gammalt nordiskt namn som är sammansatt av ord som betyder 'häll' och 'väktare'. Möjligtvis kan det tolkas om 'herresätets väktare'. På norska stavas namnet ibland Hallvard. Hallvarður är den isländska formen. 
Namnet tillhör de allra ovanligaste namnen. Den 31 december 2014 fanns det 580 personer i Sverige med namnet Halvard eller Hallvard, varav 65 med det som tilltalsnamn. År 2003 fick 3 pojkar namnet, men ingen fick det som tilltalsnamn.
Namnsdag: 14 maj.

## Personer med namnet Halvard/Hallvard
- Halvard Hanevold, norsk skidskytt
- Sankt Halvard, Oslos skyddshelgon
- Hallvard Holmen, norsk skådespelare
- Hallvard håreksblese, isländsk skald
- Hallvard Lie, norsk filolog